# Scanning Habitable Environments with Raman and Luminescence for Organics and Chemicals

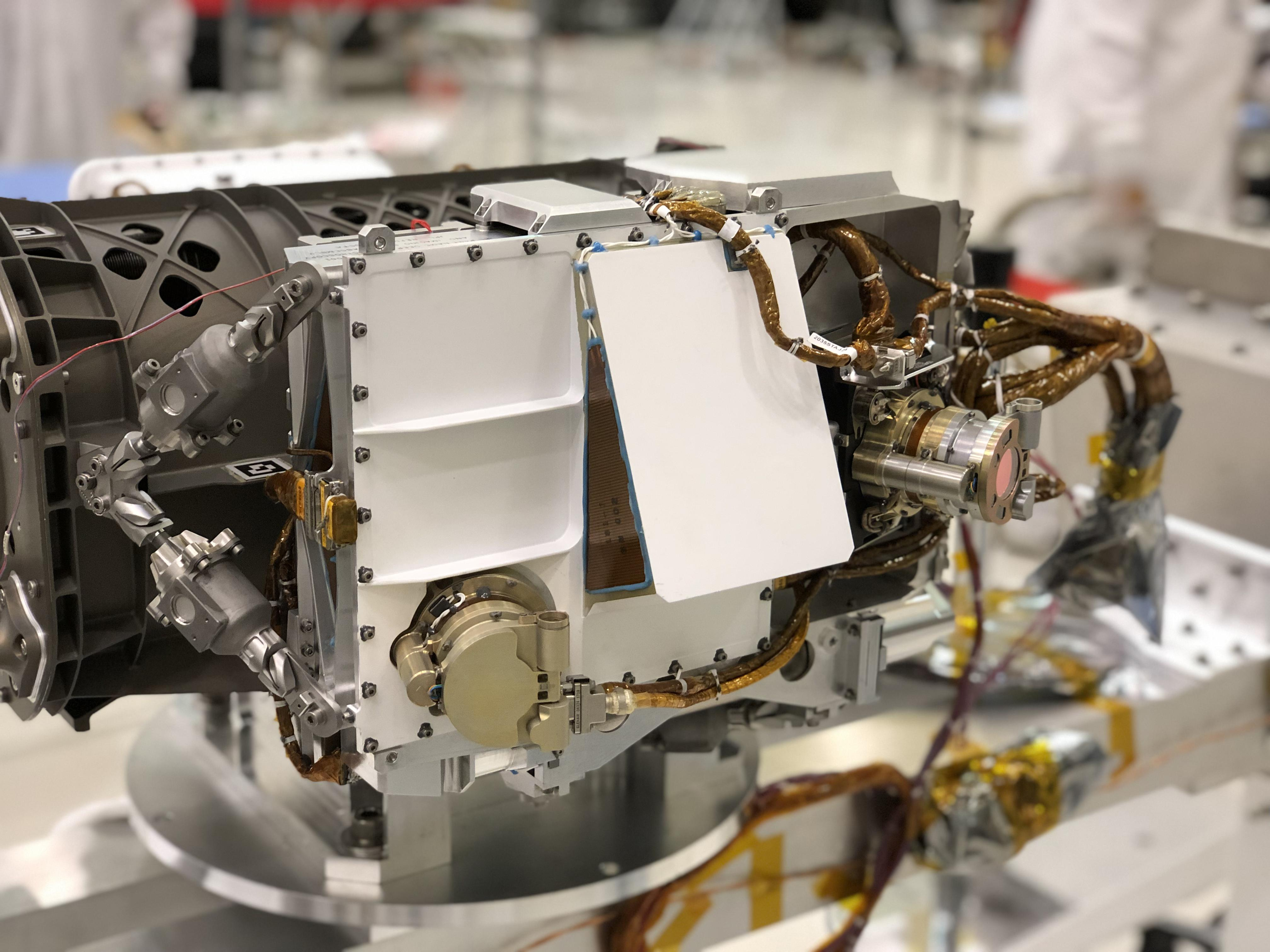
Gros plan sur l'instrument SHERLOC, sur le rover de la mission Mars 2020.

L'instrument Scanning Habitable Environments with Raman and Luminescence for Organics and Chemicals, siglé « SHERLOC », acronyme devenu de fait sa dénomination courante, est un instrument fonctionnant sur le principe de la méthode de la spectroscopie Raman, et qui utilise l'imagerie à fine échelle, grâce à un laser en lumière ultraviolette (UV), pour déterminer la minéralogie et détecter des composés organiques. Il est installé à bord de l'astromobile Perseverance pour la mission Mars 2020,.